# Рюэрсон, Юлиан
Юлиан Рюэрсон (норв. Julian Ryerson; род. 17 ноября 1997, Люнгдал, Вест-Агдер) — норвежский футболист, защитник клуба «Боруссия» из Дортмунда и сборной Норвегии.
Кузен Рюэрсона — Матиас Расмуссен тоже является профессиональным футболистом.

## Клубная карьера
Воспитанник клубов «Люнгдал» и «Викинг». 24 июля 2015 года в матче против «Старта» дебютировал в Типпелиге. 28 августа 2016 года в поединке против «Лиллестрёма» забил свой первый гол за «Викинг». В 2017 году клуб вылетел из элиты, но игрок остался в команде.
Летом 2018 года перешёл в немецкий «Унион», подписав контракт на 3 года. 26 августа в матче против «Санкт-Паули» он дебютировал во Второй Бундеслиге. По итогам сезона клуб вышел в элиту. 2 ноября 2019 года в матче против «Герты» он дебютировал в Бундеслиге. 30 октября 2021 года в поединке против «Баварии» Юлиан забил свой первый гол за «Унион». 25 ноября в матче Лиги конференций против израильского «Маккаби Хайфа» он отметился забитым мячом. 
В начале 2023 года Рюэрсон перешёл в дортмундскую «Боруссию», подписав контракт на 3 года. Сумма трансфера составила 5 млн. евро. 22 января в матче против «Аугсбурга» он дебютировал за новую команду. 25 января в поединке против «Майнц 05» Юлиан забил свой первый гол за «Боруссию».

## Международная карьера
18 ноября 2020 года в матче Лиги наций против сборной Австрии Рюэрсон дебютировал за сборную Норвегии. 

## Статистика

### Матчи Рюэрсона за сборную Норвегии
| Матчи Рюэрсона за сборную Норвегии | Матчи Рюэрсона за сборную Норвегии | Матчи Рюэрсона за сборную Норвегии | Матчи Рюэрсона за сборную Норвегии | Матчи Рюэрсона за сборную Норвегии | Матчи Рюэрсона за сборную Норвегии |
| ---------------------------------- | ---------------------------------- | ---------------------------------- | ---------------------------------- | ---------------------------------- | ---------------------------------- |
| №                                  | Дата                               | Соперник                           | Счёт                               | Голы Рюэрсона                      | Соревнование                       |
| 1                                  | 18 ноября 2020                     | Австрия                            | 1:1                                | —                                  | Лига наций УЕФА 2020/2021          |
| 2                                  | 27 марта 2021                      | Турция                             | 0:3                                | —                                  | Чемпионат мира 2022 (отбор)        |
| 3                                  | 30 марта 2021                      | Черногория                         | 1:0                                | —                                  | Чемпионат мира 2022 (отбор)        |
| 4                                  | 2 июня 2021                        | Люксембург                         | 1:0                                | —                                  | Товарищеский матч                  |
| 5                                  | 6 июня 2021                        | Греция                             | 1:2                                | —                                  | Товарищеский матч                  |
| 6                                  | 1 сентября 2021                    | Нидерланды                         | 1:1                                | —                                  | Чемпионат мира 2022 (отбор)        |
| 7                                  | 8 октября 2021                     | Турция                             | 1:1                                | —                                  | Чемпионат мира 2022 (отбор)        |
| 8                                  | 25 марта 2022                      | Словакия                           | 2:0                                | —                                  | Товарищеский матч                  |
| 9                                  | 29 марта 2022                      | Армения                            | 9:0                                | —                                  | Товарищеский матч                  |
| 10                                 | 2 июня 2022                        | Сербия                             | 1:0                                | —                                  | Лига наций УЕФА 2022/2023          |
| 11                                 | 12 июня 2022                       | Швеция                             | 3:2                                | —                                  | Лига наций УЕФА 2022/2023          |
| 12                                 | 24 сентября 2022                   | Словения                           | 1:2                                | —                                  | Лига наций УЕФА 2022/2023          |
| 13                                 | 27 сентября 2022                   | Сербия                             | 0:2                                | —                                  | Лига наций УЕФА 2022/2023          |
| 14                                 | 17 ноября 2022                     | Ирландия                           | 2:1                                | —                                  | Товарищеский матч                  |
| 15                                 | 20 ноября 2022                     | Финляндия                          | 1:1                                | —                                  | Товарищеский матч                  |
| 16                                 | 25 марта 2023                      | Испания                            | 0:3                                | —                                  | Чемпионат Европы 2024 (отбор)      |
| 17                                 | 28 марта 2023                      | Грузия                             | 1:1                                | —                                  | Чемпионат Европы 2024 (отбор)      |
| 18                                 | 17 июня 2023                       | Шотландия                          | 1:2                                | —                                  | Чемпионат Европы 2024 (отбор)      |
| 19                                 | 20 июня 2023                       | Кипр                               | 3:1                                | —                                  | Чемпионат Европы 2024 (отбор)      |
| 20                                 | 12 октября 2023                    | Кипр                               | 4:0                                | —                                  | Чемпионат Европы 2024 (отбор)      |
| 21                                 | 15 октября 2023                    | Испания                            | 0:1                                | —                                  | Чемпионат Европы 2024 (отбор)      |
| 22                                 | 19 ноября 2023                     | Шотландия                          | 3:3                                | —                                  | Чемпионат Европы 2024 (отбор)      |
| 23                                 | 26 марта 2024                      | Словакия                           | 1:1                                | —                                  | Товарищеский матч                  |

Итого: 23 матча / 0 голов; 9 побед, 7 ничьих, 7 поражений.